# Сергије Урукало
Сергије Урукало (Обровац, 1878 – 1944) био је српски свештеник и народни посланик.

## Биографија
Рођен је у знаменитој српској трговачкој породици. Гимназију и богословију завршава у Задру. Постаје парох у Обровцу 1901. у цркви Свете Тројице. По оснивању капеле Светог Саве Српског и православне парохије, постаје први православни парох у Сплиту 1926.
Учествовао је у оснивању земљорадничке задруге, штедионице, музеја и читаонице у Обровцу.
Постао је народни посланик 1927. испред Народне радикалне странке.
Након окупације Југославије предводио је одбор за помоћ српским избеглицама и од љета 1941. активно је помагао Југословенску војску у отаџбини на територији Далмације. Блиско је сарађивао са Илијом Трфиуновићем Бирчанином.
Нејасне су околности његове смрти. Наводи се да је или отрован или убијен од стране усташа или комуниста.